# Abbaye Sainte-Godelieve de Bruges
Ne pas confondre avec l'abbaye Sainte-Godelieve de Gistel.
L'abbaye Sainte-Godelieve de Bruges est une abbaye en activité entre 1623 et 2013.
L'abbaye a été fondée en 1623 à Bruges, en Belgique, dans la province de Flandre-Occidentale. Elle a abrité des moniales bénédictines durant quatre siècles de vie religieuse, les sœurs quittant leur abbaye, fin 2013, laquelle n'était plus adaptée pour la communauté devenue modeste au fil des années.

## Historique

### Origine de la communauté
Les origines historiques de l’abbaye remontent bien au-delà de 1623 : des religieuses qui suivaient la Règle de Saint-Benoît s’étaient installées à Gistel au XIe siècle, sur les lieux où sainte Godelieve vécut et mourut en martyre. Ce n’est que durant la seconde moitié du XVIe siècle que la congrégation a quitté Gistel pour chercher refuge et sécurité dans la ville fortifiée de Bruges.

### Révolution française
Le monastère est dévasté lors de la Révolution française mais retrouve ses moniales en 1808.

### Fermeture de l'abbaye
En 2013, les moniales quittent définitivement leur abbaye pour s'installer dans le très beau cadre du monastère des Sœurs de Saint-Joseph à Bruges, un monastère qui compte actuellement une vingtaine de sœurs et qui permet donc aux bénédictines de poursuivre leur vie monastique dans les meilleures conditions. Les sœurs philippines qui avaient rejoint leur communauté depuis onze ans sont retournées quant à elles dans leur pays d’origine.

## Éléments culturels
Le porche du XVIe siècle et la voûte en bardeaux de l'église sont remarquables. Quelques œuvres d'art à mentionner : châsse de sainte Godelieve (XVIe siècle), tableaux anciens et mobilier (armoires surtout) de diverses époques.